# Birth (film)
Pour les articles homonymes, voir Birth et Naissance (homonymie).
Pour plus de détails, voir Fiche technique et Distribution.
Birth, ou La Naissance au Québec, est un film dramatique américain réalisé par Jonathan Glazer, sorti en 2004.

## Synopsis
Anna rencontre un garçon de dix ans qui prétend être la réincarnation de son défunt mari, Sean, décédé dix ans plus tôt. Ayant mis des années à se remettre de la mort de ce dernier, elle a refait sa vie avec Joseph, qu'elle s'apprête à épouser. Cependant, l'enfant qu'elle vient de rencontrer et qui, par le plus effrayant des mystères, semble se souvenir de tout ce qu'elle et Sean ont vécu, tente de la convaincre qu'il est bien son mari et d'empêcher son mariage avec Joseph.

## Fiche technique
- Titre : Birth
- Titre québécois : La Naissance
- Réalisation : Jonathan Glazer
- Scénario : Jean-Claude Carrière, Milo Addica, Jonathan Glazer
- Musique : Alexandre Desplat
- Photographie : Harris Savides
- Production : Xavier Marchand, Mark Ordesky, Kerry Orent
- Pays de production :  États-Unis
- Langue originale : anglais
- Format : couleurs - 35 mm - Dolby Digital  / DTS
- Durée : 100 minutes
- Dates de sorties :
  - France : septembre 2004 (Deauville) ; 3 novembre 2004 (sortie nationale)
  - États-Unis et Canada : 29 octobre 2004
  - Royaume-Uni : 5 novembre 2004

## Distribution
- Nicole Kidman (VF : Juliette Degenne ; VQ : Anne Bédard) : Anna
- Cameron Bright (VF : Jules Sitruk ; VQ : Laurent-Christophe De Ruelle) : Jeune Sean Conte
- Danny Huston (VF : Bernard Alane ; VQ : Jacques Lavallée) : Joseph
- Lauren Bacall (VQ : Élizabeth Chouvalidzé) : Eleanor
- Anne Heche (VF : Céline Monsarrat ; VQ : Linda Roy) : Clara
- Alison Elliott : Laura
- Arliss Howard (VQ : Carl Béchard) : Bob
- Peter Stormare (VF : Michel Dodane) : Clifford
- Zoe Caldwell : Mme Hill
- Ted Levine : M. Conte
- Cara Seymour : Mme Conte
- Novella Nelson : Lee
- Michael Desautels : Sean

## Distinction

### Nomination
- Golden Globes 2005 : meilleure actrice dans un film dramatique pour Nicole Kidman